# Francis Hopkinson
Pour les articles homonymes, voir Hopkinson.

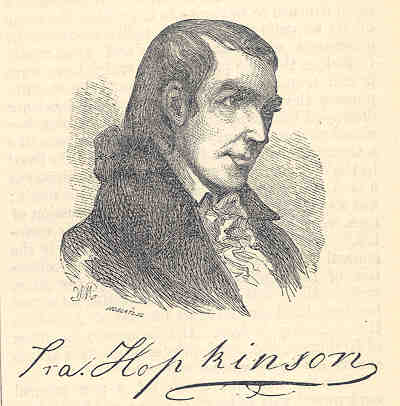
Francis Hopkinson

Francis Hopkinson né le 21 septembre 1737 et mort le 9 mai 1791 est un auteur américain, un des signataires de la déclaration d'indépendance américaine en tant que délégué du New Jersey. Il joua un rôle dans la conception du premier drapeau des États-Unis.

## Biographie
Francis Hopkinson est né à Philadelphie le 21 septembre 1737, de Thomas Hopkinson et Mary Johnson. Il rentre au College de Philadelphie en 1751, diplômé en 1757, recevant sa Maîtrise en 1760, ainsi qu'un doctorat en droit en 1790. Il est secrétaire à la commission indienne du Conseil provincial de Pennsylvanie en 1761, qui mène à la création d'un traité entre le Delaware et les différentes tribus iroquoises. En 1763, il est nommé collecteur de douane pour la ville de Salem (New Jersey). Hopkinson demeure de mai 1766 à août 1767 en Angleterre avec le souhait de devenir commissaire des coutumes nord-américaines. Bien qu'il ne réussisse pas, il passe du temps avec le futur Premier ministre Frederick North et son demi-frère l'évêque de Worcester Brownlow North, ainsi qu'avec le peintre Benjamin West.
À son retour, Francis Hopkinson se lance dans le commerce du textile à Philadelphie avant d'épouser Ann Borden le 1er septembre 1768. Ils auraient eu cinq enfants. Hopkison fut nommé collecteur douanier pour la ville de New Castle le 1er mai 1772. Il part pour Bordentown (New Jersey en 1774, devenant élu parlementaire pour le Royal Provincial Council de l'État et admis à la barre du New Jersey le 8 mai 1775. Il démissionne de ses fonctions politiques en 1776 et, le 22 juin, représente le New Jersey au Second Congrès continental où il signe la Déclaration d'indépendance des États-Unis. Il quitte le Congrès le 30 novembre 1776 pour servir au Conseil de la Marine (Navy Board) à Philadelphie. En tant que nouveau membre du gouvernement, il est trésorier du Bureau continental de prêt (Continental Loan Office) en 1778 ; juge du tribunal maritime de Pennsylvanie en 1779, puis à nouveau en 1780 et 1787 ; il participe à la ratification de la constitution lors de la Convention constitutionnelle en 1787. Le 24 septembre 1789, il est nommé par le Président George Washington au nouveau poste de juge du district de Pennsylvanie à la United States District Court. Il est par la suite confirmé dans ses fonctions par le Sénat américain et reçoit sa commission le 26 septembre 1789.
Après seulement quelques années dans ses fonctions de Juge fédéral, Hopkinson meurt à Philadelphie 9 mai 1797 à l'âge de 53 ans d'une crise d'épilepsie soudaine. Il est enterré au Christ Church Burial Ground. Son fils, Joseph Hopkison, fut membre de la Chambre de représentants des États-Unis et devint également Juge fédéral.

## Contributions culturelles
Hopkinson était écrivain et compositeur amateur un temps à Philadelphie, à une époque où les colonies n'étaient pas spécialement reconnues dans le domaine artistique. Il écrit des airs populaires et des satires politiques sous la forme de poème ou de pamphlet. Certains furent largement distribués, et contribuèrent à éveiller l'esprit d'indépendance à la veille de la Révolution américaine. Ses œuvres principales sont A Pretty Story... (1774), une satire du Roi George III, The Prophecy (1776), et The Political Catechism (1777). Parmi ses essais notables, on compte Typographical Method of conducting a Quarrel (Méthode typographique pour conduire une querelle), Essay on White Washing (Essai sur le lavage blanc) et Modern Learning (Étude moderne). Beaucoup de ses écrits peuvent être trouvés dans Miscellaneous Essays and Occasional Writings, publié à Philadelphie en trois volumes en 1792.
Hopkinson était un musicien amateur réputé. Il commence à jouer du clavecin à l'âge de 17 ans et, dans les années 1750, copie des arias, des chansons, et des compositions de beaucoup de compositeurs européens. Il est considéré comme le premier compositeur né aux États-Unis à écrire une composition sur papier avec My Days Have Been So Wondrous Free en 1759.

## Drapeau des États-Unis

Francis Hopkinson conçut une version du drapeau des États-Unis, comportant 13 étoiles disposées en rangées.

Hopkinson affirma avoir conçu le premier drapeau officiel des États-Unis et demanda une compensation financière de la part du Congrès. Celui-ci refusa sous prétexte que de nombreuses personnes avaient participé à la conception du drapeau, et que Hopkinson était déjà payé en tant que fonctionnaire. Une autre considération était que la résolution du drapeau de 1777, qui définit le drapeau officiel des États-Unis, ne spécifiait pas l'arrangement des étoiles. En vérité, beaucoup de versions différentes, conformes à la résolution, étaient alors en service, avec des étoiles disposées dans un carré, des rangées, dans des formes ou le plus connu, le cercle de Betsy Ross.

### Livres
- The Miscellaneous Essays and Occasional Writings of Francis Hopkinson, Esq, imprimé par T. Dobson en 1792.
- Judgments in the Admiralty of Pennsylvania in four suits, imprimé par T. Dobson et T. Lang en 1789.

### Essais
- A Pretty Story Written in the Year of Our Lord 1774, imprimé par John Dunlap en 1774.

## Compositions musicales
- Collection of Plain Tunes with a Few from Anthems and Hymns, imprimé par Benjamin Carr en 1763.
- Temple of Minerva. (Le premier opéra américain), imprimé par Benjamin Carr en 1781.
- Seven Songs for the Harpsichord or Forte Piano, imprimé par T. Dobson en 1788.

## Source
- (en) Cet article est partiellement ou en totalité issu de l’article de Wikipédia en anglais intitulé « Francis Hopkinson » (voir la liste des auteurs).